# Festival interceltique de Lorient 1996
La 26e édition du Festival interceltique de Lorient, qui se déroule du 2 au 11 août 1996 à Lorient, est un festival réunissant plusieurs nations celtes. L'Irlande est la nation invitée. Le festival voit la venue du ministre irlandais de la Culture Michael D. Higgins et d'Yves Thibault de Silguy, membre de la commission européenne, chargé des affaires économiques et financières.

## Programmation
Les principales têtes d'affiches de cette édition sont Dan Ar Braz et l’Héritage des Celtes, Gilles Servat, Édith Butler et The Corrs. Sont également présents Sharon Shannon, Dónal Lunny, Yann-Fañch Kemener, Soldat Louis, Glaz, L'Ange Vert, Djiboudjep et Ashley MacIsaac.
Roland Becker présente le spectacle Breizh Izel. Les Espagnols de Celtas Cortos invitent le Bagad Bro Kemperle à les rejoindre sur scène, 
La « Nuit du folk d'Irlande » est animée par les groupes Danú, Altan et Gealtra, et la « Nuit Québec / Acadie » par Édith Butler et la Bottine souriante.

## Concours
Le Championnat national des bagadoù est remporté par le bagad d'Auray.
Le Trophée Macallan pour soliste de gaïta est remporté par le Galicien Edelmiro M. Fernández (es).
Le Trophée Matilin An Dall pour couple de sonneurs est remporté par Jil Léhart et Daniel Le Féon.
Le Trophée Loïc Raison est gagné par le groupe irlandais Danú. 

## Bilan
Le festival, qui reçoit une subvention de  50 000 francs de la part de l'État, est couvert par 250 journalistes dont 20% d'étrangers.
Les organisateurs annoncent une fréquentation en hausse de 10 à 12%. 300 000 personnes ont visité le festival, dont 130 000 entrées payantes. 9 000 spectateurs ont assisté au concert de Dan Ar Braz et l’Héritage des Celtes et 15 000 festivaliers sont restés sous la pluie pour la « Nuit du port de pêche ».